# Amleto Poveromo
Amleto Poveromo (né le 15 décembre 1893 à Lecco, dans la province du même nom, en Lombardie et mort à Parme le 20 juin 1952) fut l'un des membres de la bande de militants fascistes qui assassina Giacomo Matteotti.

## Biographie
En 1926 a lieu le procès de Chieti de certains assassins de Matteotti, des militants fascistes d'une ceka. Il est toujours incertain qu'ils aient agi sur ordre de Mussolini ou indépendamment. Trois d'entre eux, Albino Volpi, Amerigo Dumini et Amleto Poveromo sont condamnés à six ans de prison, mais ils sont libérés avant d'avoir purgé l'intégralité de leur peine. 
En avril 1947, les principaux accusés, Amerigo Dumini, Amleto Poveromo et Giuseppe Viola, sont condamnés à la détention perpétuelle (sanction la plus lourde en Italie depuis l'abolition de la peine de mort la même année), commuée, vu leur âge, en trente ans de réclusion.